# Lisløyna
Lisløyna est une île norvégienne du comté de Hordaland appartenant administrativement à Kjerrgarden.

## Description
Rocheuse et en grande partie désertique, à l'exception d'un bosquet à sa pointe sud, elle s'étend sur environ 468 m de longueur pour une largeur approximative de 153 m. 